# Mordella batjanensis
Mordella batjanensis es una especie de coleóptero de la familia Mordellidae.

## Distribución geográfica
Habita en Bacan (Indonesia).